# Haute-Corrèze Communauté
Haute-Corrèze Communauté est une communauté de communes française, située dans les départements de la Corrèze et de la Creuse, en région Nouvelle-Aquitaine.
Née de la fusion de cinq communautés de communes (Gorges de la Haute-Dordogne, Pays d’Eygurande, Sources de la Creuse, Ussel – Meymac – Haute-Corrèze, Val et plateaux bortois) et de l’extension à 10 des 18 communes d’une 6e (Bugeat Sornac Millevaches au Cœur), Haute-Corrèze Communauté regroupe 71 communes et 34 000 habitants à sa création au 1er janvier 2017.

## Historique
Le cadre législatif imposé par la loi portant nouvelle organisation territoriale de la République (loi NOTRe) votée le 7 août 2015 a redistribué les compétences entre les différentes collectivités et leur a enjoint, par la même occasion, de revoir leurs périmètres.
L’arrêté préfectoral du 15 septembre 2016 a acté la fusion des communautés de communes des Gorges de la Haute-Dordogne, du Pays d'Eygurande, des Sources de la Creuse, d'Ussel Meymac Haute-Corrèze, de Val et plateaux bortois, et de 10 des 18 communes de celle de Bugeat Sornac Millevaches au Cœur.
Lors du premier conseil communautaire du 5 janvier 2017, Pierre Chevalier a été élu président de Haute-Corrèze Communauté. Pierre Chevalier est réélu le 16 juillet 2020 à la présidence de la communauté de communes.
Le 1er janvier 2023, le périmètre de la communauté de communes est réduit à la suite du retrait de la commune de Bugeat.

## Territoire Communautaire

### Géographie
La communauté de communes de Haute-Corrèze Communauté est situé au nord-est du département de la Corrèze et au sud du département de la Creuse. La communauté de communes est la plus grande intercommunalité des départements de la Corrèze et de la Creuse et la quatrième plus grande en France avec 1 784,60 km2. Le territoire s’étend du sud de la Creuse jusqu'aux gorges de la Dordogne.
La communauté de communes de Haute-Corrèze Communauté se situe à l'est du Limousin et se déploie jusqu'à 976 m d'altitude qui correspond au mont Bessou, sommet le plus haut de la Corrèze. Le territoire communautaire est traversé par plusieurs rivières comme la Diège, la Creuse, la Dordogne ou encore la Triouzoune. 

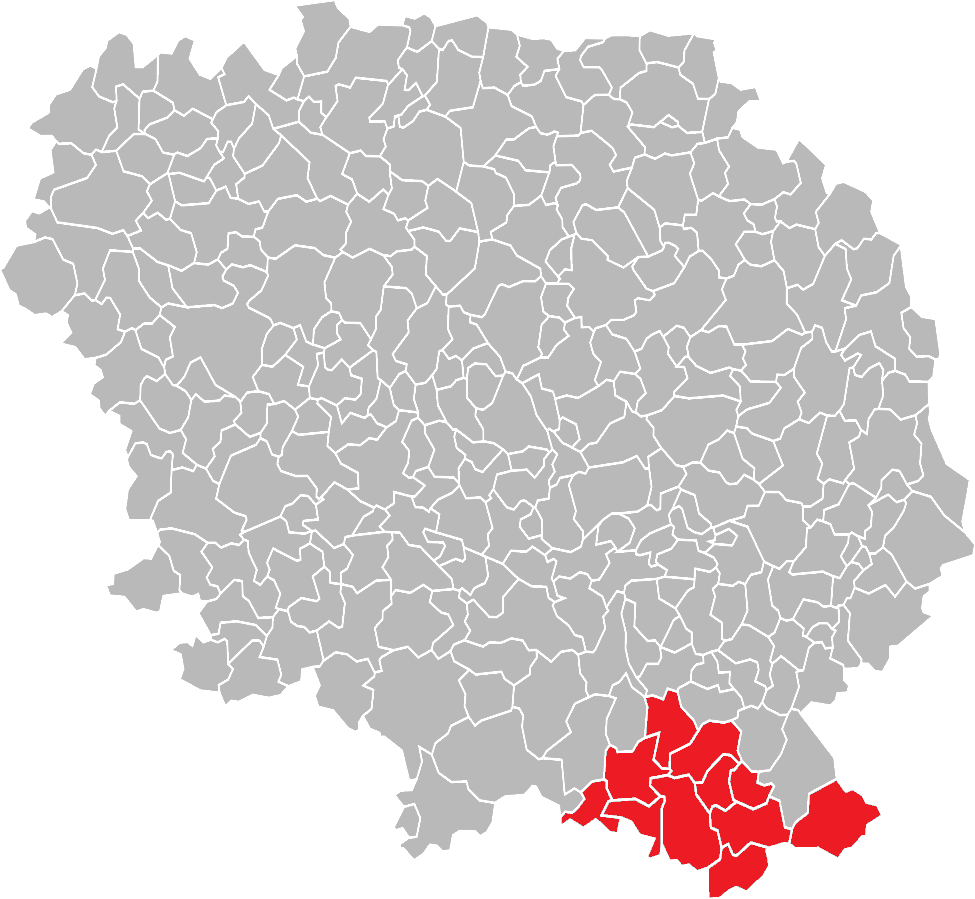
Communes de la Creuse membres de Haute-Corrèze Communauté.
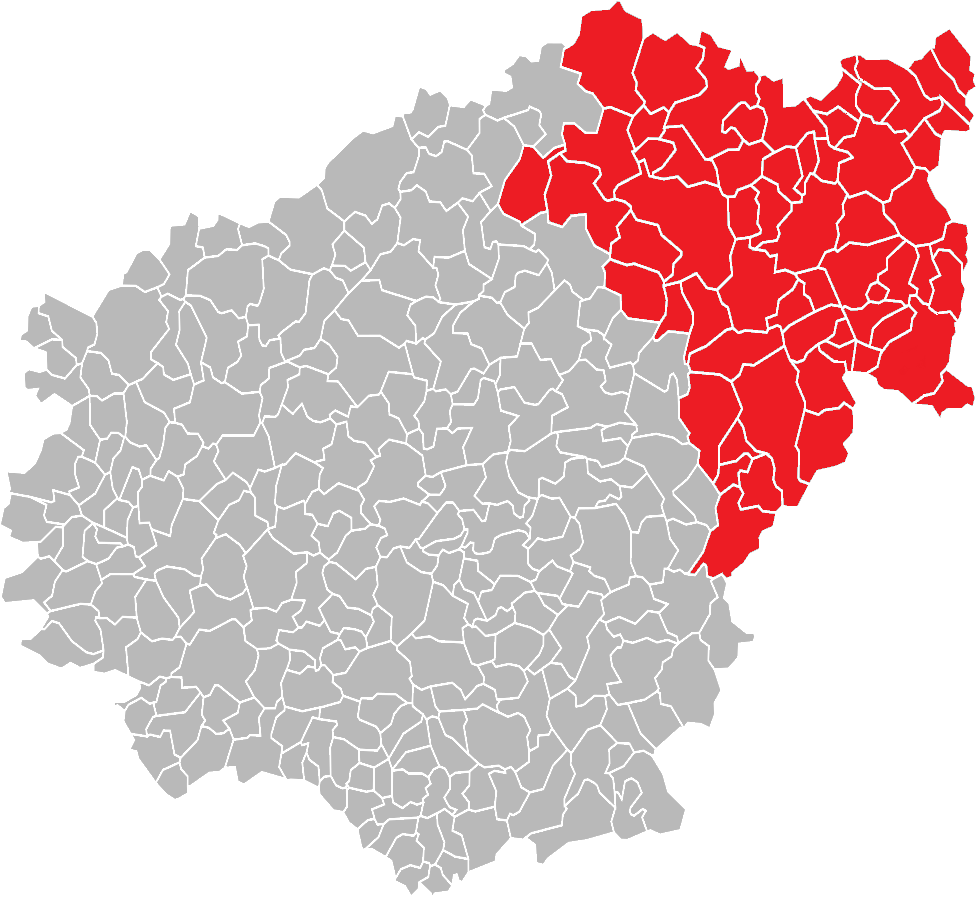
Communes de la Corrèze membres de Haute-Corrèze Communauté.

### Composition
Entre 2017 et 2022, la communauté de commues comprend 71 communes. Le 1er janvier 2023, le périmètre de la communauté de communes est réduit à 70 communes à la suite du retrait de la commune de Bugeat.
La communauté de communes est composée des 70 communes suivantes :

| Nom                        | Code Insee | Gentilé             | Superficie (km2) | Population (dernière pop. légale) | Densité (hab./km2) |
| -------------------------- | ---------- | ------------------- | ---------------- | --------------------------------- | ------------------ |
| Ussel (siège)              | 19275      | Ussellois           | 50,37            | 9 174 (2022)                      | 182                |
| Aix                        | 19002      | Aixois              | 48,02            | 367 (2022)                        | 7,6                |
| Alleyrat                   | 19006      | Alleyratois         | 14,76            | 103 (2022)                        | 7                  |
| Ambrugeat                  | 19008      | Ambrugeacois        | 29,57            | 209 (2022)                        | 7,1                |
| Beissat                    | 23019      | Beissatois          | 14,49            | 30 (2022)                         | 2,1                |
| Bellechassagne             | 19021      | Bellechassagnois    | 13,34            | 100 (2022)                        | 7,5                |
| Bort-les-Orgues            | 19028      | Bortois             | 15,07            | 2 487 (2022)                      | 165                |
| Chavanac                   | 19052      | Chavanacois         | 9,85             | 49 (2022)                         | 5                  |
| Chaveroche                 | 19053      |                     | 18,26            | 272 (2022)                        | 15                 |
| Chirac-Bellevue            | 19055      | Chiracois           | 20,65            | 277 (2022)                        | 13                 |
| Clairavaux                 | 23063      | Clairavalois        | 27,55            | 151 (2022)                        | 5,5                |
| Combressol                 | 19058      | Combressolois       | 25,43            | 385 (2022)                        | 15                 |
| Confolent-Port-Dieu        | 19167      |                     | 8,47             | 41 (2022)                         | 4,8                |
| Couffy-sur-Sarsonne        | 19064      | Couffynois          | 14,05            | 71 (2022)                         | 5,1                |
| Courteix                   | 19065      | Courteixois         | 10,09            | 64 (2022)                         | 6,3                |
| La Courtine                | 23067      | Courtinois          | 41,42            | 737 (2022)                        | 18                 |
| Davignac                   | 19071      | Davignacois         | 30,14            | 233 (2022)                        | 7,7                |
| Eygurande                  | 19080      | Eygurandais         | 34,37            | 684 (2022)                        | 20                 |
| Féniers                    | 23080      | Féniers             | 14,33            | 108 (2022)                        | 7,5                |
| Feyt                       | 19083      |                     | 19,56            | 112 (2022)                        | 5,7                |
| Lamazière-Basse            | 19102      | Maziérois           | 44,04            | 281 (2022)                        | 6,4                |
| Lamazière-Haute            | 19103      |                     | 15,31            | 66 (2022)                         | 4,3                |
| Laroche-près-Feyt          | 19108      |                     | 17,24            | 79 (2022)                         | 4,6                |
| Latronche                  | 19110      | Tronchous           | 19,79            | 114 (2022)                        | 5,8                |
| Liginiac                   | 19113      |                     | 28,53            | 657 (2022)                        | 23                 |
| Lignareix                  | 19114      | Lignareixois        | 9,38             | 162 (2022)                        | 17                 |
| Magnat-l'Étrange           | 23115      | Magnatois           | 25,87            | 240 (2022)                        | 9,3                |
| Malleret                   | 23119      | Malleretois         | 11,8             | 43 (2022)                         | 3,6                |
| Margerides                 | 19128      | Margeridois         | 11,8             | 284 (2022)                        | 24                 |
| Le Mas-d'Artige            | 23125      | Mas-d'Artigeois     | 16,21            | 94 (2022)                         | 5,8                |
| Maussac                    | 19130      | Maussacois          | 13,78            | 446 (2022)                        | 32                 |
| Merlines                   | 19134      | Merlinois           | 14,07            | 726 (2022)                        | 52                 |
| Mestes                     | 19135      | Mestois             | 11,45            | 340 (2022)                        | 30                 |
| Meymac                     | 19136      | Meymacois           | 87,15            | 2 326 (2022)                      | 27                 |
| Millevaches                | 19139      | Millevachois        | 11,54            | 77 (2022)                         | 6,7                |
| Monestier-Merlines         | 19141      | Monestier-Merlinois | 9,48             | 292 (2022)                        | 31                 |
| Monestier-Port-Dieu        | 19142      |                     | 18               | 133 (2022)                        | 7,4                |
| Neuvic                     | 19148      | Neuvicois           | 72,88            | 1 597 (2022)                      | 22                 |
| Palisse                    | 19157      | Palissois           | 32,89            | 220 (2022)                        | 6,7                |
| Pérols-sur-Vézère          | 19160      | Pérolais            | 46,98            | 199 (2022)                        | 4,2                |
| Peyrelevade                | 19164      | Peyrelevadois       | 66,43            | 831 (2022)                        | 13                 |
| Poussanges                 | 23158      | Poussangeois        | 23,35            | 150 (2022)                        | 6,4                |
| Roche-le-Peyroux           | 19175      | Rouchoux            | 7,15             | 98 (2022)                         | 14                 |
| Saint-Angel                | 19180      | Saint-Angelois      | 47,54            | 705 (2022)                        | 15                 |
| Saint-Bonnet-près-Bort     | 19190      |                     | 17,14            | 188 (2022)                        | 11                 |
| Saint-Étienne-aux-Clos     | 19199      |                     | 34,78            | 245 (2022)                        | 7                  |
| Saint-Étienne-la-Geneste   | 19200      |                     | 5,01             | 87 (2022)                         | 17                 |
| Saint-Exupéry-les-Roches   | 19201      | Saint-Exupériens    | 37               | 592 (2022)                        | 16                 |
| Saint-Fréjoux              | 19204      |                     | 24,93            | 263 (2022)                        | 11                 |
| Saint-Germain-Lavolps      | 19206      | Saint-Germains      | 21,89            | 101 (2022)                        | 4,6                |
| Saint-Hilaire-Luc          | 19210      |                     | 10,84            | 65 (2022)                         | 6                  |
| Saint-Martial-le-Vieux     | 23215      |                     | 22,22            | 151 (2022)                        | 6,8                |
| Saint-Merd-la-Breuille     | 23221      | Méardiens           | 40,19            | 195 (2022)                        | 4,9                |
| Saint-Merd-les-Oussines    | 19226      | Saint-Mercantois    | 42,46            | 109 (2022)                        | 2,6                |
| Saint-Oradoux-de-Chirouze  | 23224      |                     | 28,58            | 71 (2022)                         | 2,5                |
| Saint-Pantaléon-de-Lapleau | 19228      |                     | 8,46             | 64 (2022)                         | 7,6                |
| Saint-Pardoux-le-Neuf      | 19232      |                     | 10,54            | 81 (2022)                         | 7,7                |
| Saint-Pardoux-le-Vieux     | 19233      | Saint-Pardousiens   | 15,8             | 293 (2022)                        | 19                 |
| Saint-Rémy                 | 19238      |                     | 30,96            | 236 (2022)                        | 7,6                |
| Saint-Setiers              | 19241      | Saint-Setiers       | 46,78            | 266 (2022)                        | 5,7                |
| Saint-Sulpice-les-Bois     | 19244      |                     | 22,92            | 78 (2022)                         | 3,4                |
| Saint-Victour              | 19247      | Saint-Victouriens   | 14,79            | 194 (2022)                        | 13                 |
| Sainte-Marie-Lapanouze     | 19219      | Samaritains         | 6,63             | 60 (2022)                         | 9                  |
| Sarroux - Saint Julien     | 19252      |                     | 54,39            | 867 (2022)                        | 16                 |
| Sérandon                   | 19256      |                     | 34,48            | 344 (2022)                        | 10                 |
| Sornac                     | 19261      | Sornacois           | 59,48            | 773 (2022)                        | 13                 |
| Soursac                    | 19264      | Soursacois          | 42,8             | 520 (2022)                        | 12                 |
| Thalamy                    | 19266      |                     | 11,84            | 104 (2022)                        | 8,8                |
| Valiergues                 | 19277      | Valierguois         | 13,13            | 151 (2022)                        | 12                 |
| Veyrières                  | 19283      |                     | 4,1              | 82 (2022)                         | 20                 |

### Démographie
| 1968   | 1975   | 1982   | 1990   | 1999   | 2006   | 2011   | 2016   | 2022   |
| ------ | ------ | ------ | ------ | ------ | ------ | ------ | ------ | ------ |
| 39 447 | 39 120 | 38 251 | 36 986 | 34 659 | 34 184 | 33 437 | 32 836 | 31 994 |

### Économie / Emploi
Selon l'étude de l'Insee de 2017, la communauté de communes compte 13 683 emplois concentrés dans le bassin d'Ussel.

### Voies de communication et transports
Les 71 communes sont toutes à proximité du réseau autoroutier de l'A89 offrant ainsi, une bonne accessibilité régionale et interrégionale : liaisons avec Bordeaux et Clermont-Ferrand et Lyon. L'A 89 traverse le territoire de part en part et comporte deux sorties : Ussel-Est et Ussel-Ouest. Les RD 1089, 979 et 982 permettent un maillage efficace du territoire.
La communauté de communes est aussi à proximité des dessertes aériennes : l'aéroport de Clermont-Ferrand à 1 h 15 (100 km), l'aéroport de Brive-Souillac à 1 h 15 (114 km) et l'aéroport de Limoges à 2 h (162 km). L'aérodrome d'Ussel - Thalamy permet une petite activité aérienne sur le territoire communautaire.
Le territoire offre aussi des dessertes ferroviaires nationales avec la ligne Bordeaux/Lyon par la gare d'Ussel ou celle de Meymac. Les services routiers et ferroviaires du réseau express régional (TER) gérés par la région Nouvelle-Aquitaine assurent les transports collectifs régionaux. Il existe trois lignes TER qui desservent le territoire : la ligne 26 « Limoges-Meymac-Ussel », la ligne 27 « Ussel-Tulle-Brive » et la ligne 32 « Bordeaux-Brive-Tulle-Ussel ».

### Logement
En 2017, la communauté de communes comptait 25 292 logements. La majorité d'entre eux sont des résidences principales, où la part s'élève à 63 %. Les résidences secondaires ne concernent que 24 % des logements et les logements vacants 13 %.

## Administration

### Siège
Le siège de Haute-Corrèze Communauté, qui comprend une pépinière et un hôtel d'entreprises, est implanté dans le parc d'activité du Bois-Saint-Michel, à Ussel, au carrefour de la RD1089 (reliant Clermont-Ferrand à Tulle et Brive-la-Gaillarde) et de l'A89 (sortie Ussel-Ouest). Les anciens sièges des autres collectivités ont été conservés comme points d'ancrage sur le territoire.

### Les élus
Le conseil communautaire de la communauté de communes se compose de 101 conseillers, élus pour une durée de six ans.
Ils sont répartis comme suit :
| Nombre de conseillers | Communes               |
| --------------------- | ---------------------- |
| 21                    | Ussel                  |
| 6                     | Bort-les-Orgues        |
| 5                     | Meymac                 |
| 3                     | Neuvic                 |
| 1 (+1 suppléant)      | les 66 autres communes |

### Présidence
À la suite des élections municipales et communautaires de 2020, Pierre Chevalier, maire de Laroche-près-Feyt, est réélu président de la communauté de communes.
| Période                         | Période  | Identité         | Étiquette | Qualité |
| ------------------------------- | -------- | ---------------- | --------- | --- |
| 5 janvier 2017 (Réélu en 2020.) | En cours | Pierre Chevalier | LR        | Maire de Laroche-près-Feyt. Ex-président du Pays d'Eygurande. Ancien président de la Fédération nationale bovine. |

Le bureau communautaire est composé du président, des 14 vice-présidents et de 6 autres membres qui sont désignés lors d’un conseil communautaire.
| No | Identité                 | Délégation                                                          | Qualité                                                                        |
| -- | ------------------------ | ------------------------------------------------------------------- | ------------------------------------------------------------------------------ |
| 1  | Christophe Arfeuillère   | Chargé du développement économique                                  | Maire d'Ussel, conseiller départemental du canton d'Ussel                      |
| 2  | Philippe Brugère         | Chargé de l'économie touristique, de l'accueil et de l'attractivité | Maire de Meymac, président du PNR de Millevaches en Limousin                   |
| 3  | Philippe Roche           | Chargé des finances et de l'évaluation des politiques publiques     | Maire de Saint-Pardoux-le-Vieux                                                |
| 4  | Alain Fonfrède           | Chargé des déchets ménagers et assimilés                            | Maire de Pérols-sur-Vézère                                                     |
| 5  | Éric Ziolo               | Chargé du développement territorial et de l'administration générale | Maire de Bort-les-Orgues, conseiller départemental du canton de Haute-Dordogne |
| 6  | Dominique Miermont       | Chargée de la culture et des médiathèques                           | Maire de Neuvic                                                                |
| 7  | Jean-Marc Michelon       | Chargé de la proximité et des relations avec les communes           | Maire de La Courtine                                                           |
| 8  | Jean-Pierre Guitard      | Chargé de l'urbanisme et des services techniques                    | 1er adjoint au maire d'Ussel                                                   |
| 9  | Serge Guillaume          | Chargé des énergies renouvelables et de la transition écologique    | Maire de Soursac                                                               |
| 10 | Jean-François Michon     | Chargé de l'eau et des milieux naturels                             | Maire de Lamazière-Haute                                                       |
| 11 | Aurélie Gibouret-Lambert | Chargée de l'enfance, de la jeunesse et de la parentalité           | Maire de Mestes                                                                |
| 12 | Michel Pesteil           | Chargé des sports et des loisirs                                    | 3e adjoint au maire d'Ussel                                                    |
| 13 | Pascal Montigny          | Chargé de la santé et des solidarités                               | Maire de Merlines                                                              |
| 14 | Gilles Magrit            | Chargé de l'habitat                                                 | Maire de Le Mas-d'Artige                                                       |

### Compétences

#### Compétences obligatoires
1. Aménagement de l’espace :
  - Schéma de cohérence territoriale et schéma de secteur ;
  - Plan local d’urbanisme, document d’urbanisme en tenant lieu et carte communale.
2. Actions de développement économique dans les conditions prévues à l’article L4251-17 du CGCT :
  - Création, aménagement, entretien et gestion de zones d’activité industrielle, commerciale, tertiaire, artisanale, touristique, portuaire ou aéroportuaire ;
  - Politique locale du commerce et soutien aux activités commerciales d’intérêt communautaire ;
  - Promotion du tourisme dont la création d’office de tourisme.
3. Aménagement, entretien et gestion des aires d’accueil des gens du voyage.
4. Collecte et traitement des déchets des ménages et déchets assimilés.
5. Gestion des milieux aquatiques et prévention des inondations.

#### Compétences optionnelles
1. Protection et mise en valeur de l’environnement :
  - Aménagement des plans d’eau communaux qui auront fait l’objet, au préalable, d’une délégation de maîtrise d’ouvrage des communes concernées ;
  - Mise en place d’un programme d’actions et d’animations visant à sensibiliser les publics aux enjeux environnementaux identifiés sur le territoire ;
  - Soutien financier aux acteurs locaux œuvrant pour la protection et la mise en valeur de l’environnement ;
  - Mise en œuvre d’un programme d’objectifs environnementaux pour la communauté de communes.
2. Politique du logement social d’intérêt communautaire et action, par des opérations d’intérêt communautaire, en faveur du logement des personnes défavorisées :
  - Études globales sur la politique de l’habitat ;
  - Élaboration, modification et actions de mise en œuvre d’un programme local de l’habitat ;
  - Mise en place, suivi et mise en œuvre d’opérations visant à l’amélioration de l’habitat.
3. Construction, entretien et fonctionnement d’équipements culturels et sportifs d’intérêt communautaire.
4. Action sociale d’intérêt communautaire :
  - Création, aménagement, entretien, gestion des Ehpad d’intérêt communautaire : Ehpad Le Chabanou à la Courtine ;
  - Gestion et soutien financier aux relais d’assistantes maternelles du territoire ;
  - Crèche et micro crèche d’intérêt communautaire : micro crèche l’Amusette à Sornac ;
  - Accueil de loisirs d’intérêt communautaire ;
  - Garderie d’intérêt communautaire ;
  - Coordination, développement et animation des activités pour la jeunesse : espaces-jeunes – Points Information Jeunesse (Neuvic, Bugeat, Sornac, Merlines), accueils de loisirs (Neuvic, Monestier-Merlines) ;
  - Mise en œuvre d’une animation globale et d’une coordination du territoire dans le cadre de l’agrément Caf “centre social” et soutien financier aux actions définies dans le cadre de cet agrément ;
  - Soutien financier à des structures favorisant l’insertion sociale des jeunes et des personnes en difficulté et âgées.
5. Création et gestion des maisons de services au public (hors maisons de services au public départementales).

#### Compétences facultatives
1. Aménagement numérique – communications électroniques (article L1425-1) dont la politique de développement des usages du numérique.
2. Aménagement de plateformes forestières sur les communes de Veyrières, Thalamy et Monestier-Port-Dieu.
3. Autres actions : environnementale, culture, loisirs, santé et patrimoine.

#### Groupements
La Haute-Corrèze Communauté compte 10 syndicats mixtes :
- Syndicat mixte de Méouze
- Sivom de La Courtine
- Syndicat mixte départemental pour le transport et le traitement des ordures ménagères SYTTOM 19
- Syndicat mixte du Pays Haute-Corrèze Ventadour
- Syndicat départemental des Énergies de la Creuse
- Syndicat mixte de gestion du parc naturel régional de Millevaches en Limousin
- Syndicat mixte de développement économique SYMA A89 - Haute Corrèze
- Syndicat mixte d'études pour la gestion des déchets ménagers en Creuse
- Syndicat de ramassage et de traitement des ordures ménagères d'Egletons
- Syndicat mixte de stockage des ordures ménagères de Bort-Artense

### Régime fiscal et budget

#### Budget
Haute-Corrèze Communauté dispose d'un budget total de 29,5 millions d'euros, selon les éléments du débat d'orientation budgétaire 2018. En 2019, le budget de la communauté de communes s’établit à 36,13 millions d'euros.

#### Recettes
Les ménages et les entreprises des 71 communes assure 13,16 millions d'euros, plus l’argent en provenance d’un fonds national de péréquation, diverses dotations et quelques recettes propres.
Dans le rapport sur le budget en 2019, il est indiqué que les recettes réel de fonctionnement s'établit à 24,17 millions d'euros.

#### Dette
La dette de la Haute-Corrèze Communauté atteint 12,37 millions d'euros, en 2017.